# Bolotettix mentaweiensis
Bolotettix mentaweiensis är en insektsart som beskrevs av Günther, K. 1938. Bolotettix mentaweiensis ingår i släktet Bolotettix och familjen torngräshoppor. Inga underarter finns listade i Catalogue of Life.